# Klecin
Klecin (deutsch Klettendorf) ist ein Dorf in der Landgemeinde Marcinowice (Groß Merzdorf) im Powiat Świdnicki der Woiwodschaft Niederschlesien in Polen.

## Lage
Die Ortschaft liegt etwa 12 Kilometer nordöstlich von Świdnica (Schweidnitz) und 42 Kilometer südwestlich von Breslau.

## Geschichte
„Cleczchow“ gehörte zum Herzogtum Schweidnitz und wurde erstmals im Jahre 1343 urkundlich erwähnt. Besitzer des Dorfes waren 1379 der Schweidnitzer Patrizier und Ratsmann Hans Jentsch, der mit einer Platzmeister aus Jakobsdorf vermählt war. Er vererbte dieses Gut nebst Mörschelwitz seinem Sohn Nickel Jentsch, dem die Herren von Reichenbach folgten. Die Familie nannte sich seither nach ihrem Stammsitz von Reichenbach und Klettendorf. 1545 gehörte es dem Sigmund von Seidlitz auf Schmellwitz und 1568 seinem Sohn Daniel von Seidlitz, dem 1609 dessen Söhne Peter und George von Seidlitz folgten. Laut Akte vom 24. Oktober 1652 schenkte es der böhmische Landesherr, Kaiser Ferdinand IV. dem von ihm gestifteten Jesuitenkolleg in Schweidnitz. Das Dorf stand seither unter Aufsicht der königlichen Schuladministration.
Nach dem Ersten Schlesischen Krieg fiel Klettendorf 1741/42 an Preußen. Die alten Verwaltungsstrukturen wurden aufgelöst und Klettendorf in den Kreis Schweidnitz eingegliedert. 1785 zählte das Dorf ein Vorwerk, elf Gärtner, vier Häusler und 113 Einwohner. Klettendorf war evangelisch nach Domanze und katholisch nach Schmellwitz gepfarrt. Ab 1874 gehörte Klettendorf zum Amtsbezirk Schmellwitz.
Als Folge des Zweiten Weltkriegs fiel Klettendorf 1945 mit dem größten Teil Schlesiens an Polen und wurde in Klecin umbenannt.
Die einheimische deutsche Bevölkerung wurde vertrieben. Die neu angesiedelten Bewohner waren teilweise Zwangsumgesiedelte aus Ostpolen, das an die Sowjetunion gefallen war.